# 歐洲環境署
歐洲環境署（英語：European Environment Agency, EEA）是歐洲聯盟建立的政府間機構，負責監測和分析歐洲的自然環境，總部設在丹麥首都哥本哈根。歐洲環境署根據歐共體Regulation 1210/1990所建立而成，并經過EEC Regulation 933/1999和EC Regulation 401/2009的修訂後，自1994年開始運作。
截至2009年2月，歐洲環境署共有32個成員，共同致力於歐洲環境的保護：
- 27個歐盟成員國
- 3個歐洲經濟區成員：冰島、挪威、列支敦士登
- 1個歐盟候選國：土耳其
- 與歐盟無關的瑞士（自2006年4月1日起）